# Hartmut Kautz
Hartmut Kautz (* im 20. Jahrhundert) ist ein ehemaliger deutscher Unternehmer und Automobilrennfahrer.

## Karriere
Hartmut Kautz begann Anfang der 1970er Jahre mit dem Motorsport. 1971 fuhr er mit einem Porsche 911 beim Bergrennen von Trier auf den dritten Platz.
1972 startete er als Team Autovermietung H. Kautz mit einem Porsche 911 T bei einigen Nichtmeisterschafts-Rennen und im Rennen von Kassel-Calden der Deutschen Automobil-Rundstrecken-Meisterschaft (DARM).
Beim Rennen der FIA Europa-Trophäe für GT-Fahrzeuge auf dem Nürburgring wurde er mit einem Porsche 911 S Fünfter in der Gesamtwertung.
1973 ging er für das Gerstmann-Racing-Team bei zwei Rennen der Tourenwagen-Europameisterschaft (ETCC) in der 2. Division an den Start. Beim ersten Rennen in Monza fuhren er und Albrecht Krebs mit einem Ford Capri RS 2600 auf vierten Platz. Beim zweiten Rennen auf dem Mantorp Park konnte er und Waltraud Odenthal wegen eines Motorschadens nicht starten.
Er startete in seiner Fahrerlaufbahn nur bei einem Sportwagen-Weltmeisterschafts-Rennen. Zusammen mit Albrecht Krebs und Werner Christmann ging der mit einem Ford Capri RS 2600 in der T-Klasse beim 1000-km-Rennen von Spa-Francorchamps 1973 an den Start – schieden wegen eines Unfalls vorzeitig aus.
Parallel fuhr er in dem Jahr auch in der Deutschen Rennsport-Meisterschaft (DRM). Zunächst startete er im ersten DRM-Lauf in der 1. Division mit einem Ford Capri RS 2600 des Gerstmann-Racing-Team. Ab dem zweiten Lauf in Mainz-Finthen fuhr er in der 2. Division mit einem Ford Escort RS 1600 und wurde Fahrer für das Team Zakspeed. Sein bestes Rennergebnis erzielte er mit dem zweiten Platz beim Eifelpokalrennen auf dem Nürburgring. Am Saisonende erreichte er den achten Platz in der Gesamtwertung.
In seinem letzten Jahr als Rennfahrer fuhr Kautz für das Team Zakspeed in drei Rennen der 1. Division der ETCC 1974. Beim ersten Rennen in Monza pilotierten er und Hans Heyer einen Ford Escort RS 1600 auf den fünften Gesamtplatz und siegten in der 1. Division. Beim zweiten Rennen auf dem Salzburgring verbesserten sich beide auf den vierten Gesamtplatz mit gleichzeitigen Klassensieg und beim Rennen in Vallelunga fuhr das Fahrer-Trio Kautz, Heyer und Krebs auf den dritten Platz in der Gesamtwertung und zugleich Klassensieg der 1. Division.
In der DRM startete er mit einem Ford Escort RS 1600 nur beim Eifelrennen auf dem Nürburgring, dass er jedoch wegen Motorschadens nicht beenden konnte.
Mitten in der Saison 1974 beendete Hartmut Kautz seine Motorsportkarriere. 1978 gründete er zusammen mit seiner Ehefrau ein Sportcenter in Köln. Seit 2004 wird dieses durch seinen Sohn geführt.

## Statistik

### Einzelergebnisse in der Sportwagen-Weltmeisterschaft
| Saison | Team | Rennwagen     | 1   | 2   | 3   | 4   | 5   | 6   | 7   | 8   | 9   | 10  |
| ------ | ---- | ------------- | --- | --- | --- | --- | --- | --- | --- | --- | --- | --- |
| 1973   |      | Ford Capri RS | DAY | VAL | DIJ | MON | SPA | TAR | NÜR | LEM | ZEL | WAT |
| 1973   |      | Ford Capri RS |     | DNF |     |     |     |     |     |     |     |     |